# Beaver Creek (Alaska)
Il Beaver Creek è un fiume di 290 km del Nord America nord-occidentale. Non va confuso con l'omonimo fiume, che sfocia nello White River, a sua volta tributario dello Yukon.

## Geografia
Il fiume trae la sua origine sulle White Mountains in Alaska (meno di 100 km a nord di Fairbanks) per poi confluire nel fiume Yukon.